# 2002-es Roland Garros
A 2002-es Roland Garros az év második Grand Slam-tornája, a Roland Garros 101. kiadása volt, amelyet május 27–június 9. között rendeztek Párizsban. A férfiaknál a spanyol Albert Costa, a nőknél az amerikai Serena Williams nyert.

## Döntők

### Férfi egyes
Albert Costa -  Juan Carlos Ferrero 6-1, 6-0, 4-6, 6-3

### Női egyes
Serena Williams -  Venus Williams 7-5, 6-3

### Férfi páros
Paul Haarhuis /  Jevgenyij Kafelnyikov -  Mark Knowles /  Daniel Nestor 7-5, 6-4

### Női páros
Virginia Ruano Pascual /  Paola Suárez -  Lisa Raymond /  Rennae Stubbs 6-4, 6-2

### Vegyes páros
Cara Black /  Wayne Black -  Mark Knowles /  Jelena Bovina, 6-3, 6-3

## Juniorok

### Fiú egyéni
Richard Gasquet –  Laurent Recouderc, 6–0, 6–1

### Lány egyéni
Angelique Widjaja –  Ashley Harkleroad, 3–6, 6–1, 6–4

### Fiú páros
Markus Bayer /  Philipp Petzschner –  Ryan Henry /  Todd Reid, 7–5, 6–4

### Lány páros
Anna-Lena Grönefeld /  Barbora Strýcová –  Hszie Su-vej /  Szvetlana Kuznyecova 7–5, 7–5